# Androides Abeja
Los Buzz Droids, constituyen uno de los numerosos tipos de unidades militares existentes dentro del universo de la Guerra de las Galaxias. 
Estos droides al servicio de la alianza separatista, del tamaño aproximado de un melón, viajan por los espacios de vacío encerrados en forma de esferas. Una vez cerca de sus objetivos, las esferas se abrían en dos y revelaban el robot que estaba en su interior. Mientras se aferraban con sus patas mecánicas al casco de cazas pequeños, los androides, empleando para ello poderosos rayos láser y mini-sierras, lograban causar daños irreparables a las naves enemigas.
Durante la batalla de Coruscant, hubo una gran cantidad de estos droides que atacaron a los Jedi Starfighter. Con la instauración del Imperio Galáctico, la muerte de todos los separatistas y el fin de la guerra, estos droides fueron desactivados con el resto del Ejército de la Confederación y nunca más volvieron a ser vistos.
- Datos: Q6742856